# Цветозар Дерменджиев
Цветозар Динков Дерменджиев е бивш футболист, полузащитник. Роден е на 7 август 1965 г. в Пловдив. Син е на футболиста на Ботев (Пловдив) - Динко Дерменджиев. Играл е за Ботев (1983-1984, 1987-1990, 1992-1994), Хебър (1984-1986), Марица (1986/87), Спартак (Пловдив) (1987/ес.), Славия (1990-1992, 1996), Велбъжд (1994-1995), Локомотив (Пловдив) (1998/пр.), Берое (2000/ес.), Сокол (Марково) (1999-2001) и Ванспор (Турция) (1996/97). Шампион и носител на купата на страната със Славия през 1996, вицешампион през 1986 с Ботев, бронзов медалист през 1993 и 1994 с Ботев и през 1991 г. със Славия. В турнира за купата на УЕФА има 14 мача и 4 гола (10 мача с 2 гола за Ботев и 4 мача с 2 гола за Славия). За националния отбор има 3 мача и 1 гол.

## Статистика по сезони
- Ботев (Пд) - 1983/84 - „А“ РФГ, 6/1
- Хебър - 1984/85 - „В“ РФГ, 10/2
- Хебър - 1985/86 - „В“ РФГ, 16/3
- Марица - 1986/87 - „В“ РФГ, 29/12
- Спартак (Пд) - 1987/ес. – „Б“ РФГ, 15/8
- Ботев (Пд) - 1988/пр. – „А“ РФГ, 14/3
- Ботев (Пд) - 1988/89 – „А“ РФГ, 25/5
- Ботев (Пд) - 1989/90 – „А“ РФГ, 23/4
- Славия - 1990/91 – „А“ РФГ, 24/3
- Славия - 1991/92 – „А“ РФГ, 27/5
- Ботев (Пд) - 1992/93 – „А“ РФГ, 29/10
- Ботев (Пд) - 1993/94 – „А“ РФГ, 24/6
- Велбъжд - 1994/95 - „Б“ РФГ, 28/10
- Велбъжд - 1995/ес. – „А“ РФГ, 15/3
- Славия - 1996/пр. – „А“ РФГ, 7/1
- Ванспор - 1996/97 – Турска Супер Лига, 17/5
- Локомотив (Пд) - 1998/пр. – „А“ РФГ, 4/0
- Сокол - 1999/00 – „В“ РФГ, 24/8
- Берое - 2000/ес. – „А“ РФГ, 1/0
- Сокол - 2000/01 – „В“ РФГ, 21/6